# Passiflora alnifolia
Passiflora alnifolia Kunth – gatunek rośliny z rodziny męczennicowatych (Passifloraceae Juss. ex Kunth in Humb.). Występuje naturalnie w Kolumbii oraz Ekwadorze. 

## Morfologia
PokrójZdrewniałe, trwałe, mniej lub bardziej owłosione liany.
LiścieBlaszka liściowa są podwójnie lub potrójnie klapowane i  ma podłużnie owalny kształt. Nasada liścia jest ścięta lub sercowata. Mają 2,6–10,6 cm długości oraz 1,4–8,3 cm szerokości. Brzegi są całobrzegie. Wierzchołek jest tępy lub ostry. Ogonek liściowy jest nagi i ma długość 10–35 mm. Przylistki są sierpowate, mają 3–7 mm długości.
KwiatyPojedyncze lub zebrane w pary. Działki kielicha są podłużnie lancetowate, zielonkawe, żółtawe lub brunatne, mają 1,1–2,4 cm długości. Płatki są podłużne, białe, mają 0,7–1,4 cm długości. Przykoronek ułożony jest w dwóch rzędach, może mieć barwę od brązowej do zielonkawej, ma 3–7 mm długości.
OwoceSą prawie kulistego kształtu. Mają 1,3–2 cm długości i 1,1–1,9 cm średnicy.